# Eliminación directa

Ejemplo del sistema de eliminación directa.

La eliminación directa (en inglés: single-elimination brackets) es un sistema en torneos que consiste en que el perdedor de un encuentro queda inmediatamente eliminado de la competición, mientras que el ganador avanza a la siguiente fase. Se van jugando rondas y en cada una de ellas se elimina la mitad de participantes hasta dejar un único competidor que se corona como campeón. Sin embargo, pueden existir excepciones en que un participante previamente eliminado pueda seguir compitiendo, ya sea volviendo al sistema de eliminación o disputando encuentros de consolación como el partido del tercer lugar. Este sistema es conocido a veces por su denominación en inglés estadounidense, play-off (juego-fuera).
Este sistema se utiliza mucho en torneos deportivos, como en el tenis, en algunas copas del fútbol y baloncesto.
En algunos torneos se pueden disputar algunos encuentros, denominados de consolación, para poder determinar la posición de cada uno de los equipos más allá del primer y segundo lugar (que se determinan por el resultado de la final). El más común corresponde al partido del tercer lugar, aunque existen también algunas definiciones de 5.º y 6.º, e incluso 7.º y 8.º. El sistema de eliminación directa puede contemplar diversos encuentros por cada enfrentamiento entre competidores. En el caso de un sistema simple, el enfrentamiento es en un solo partido, el cual no puede finalizar con empate. En caso de que esto se produzca, existen diversos métodos de desempate, como la prórroga o la repetición de los encuentros. En el fútbol, cuando el desempate se deshace con el lanzamiento de penales, estadísticamente se considera como empate.

## Nomenclatura
| Ronda        | Fracción                    | Grand Slam (tenis) singles                  | FA Cup           | NCAA Men's Basketball Championship  | Coupe de France          | NADC playoffs          |
| ------------ | --------------------------- | ------------------------------------------- | ---------------- | ----------------------------------- | ------------------------ | ---------------------- |
| Ronda de 2   | Final                       | Final                                       | Final            | Championship game                   | Final                    | Final                  |
| Ronda de 4   | Semifinales                 | Semifinales                                 | Semifinales      | Final Four (semifinales nacionales) | Semifinales              | Semifinales            |
| Ronda de 8   | Cuartos de final            | Cuartos de final                            | Cuartos de final | Elite Eight (Finales regionales)    | Cuartos de final         | Cuartos de final       |
| Ronda de 16  | Octavos de final            | Ronda de 16 (US Open) 4.ª ronda (Wimbledon) | 5.ª ronda        | Dulces 16 (Semifinales regionales)  | Octavos de final         | Octavos de final       |
| Ronda de 32  | Dieciseisavos de final      | 3.ª ronda                                   | 4.ª ronda        | 3.ª/2.ª ronda                       | Dieciseisavos de final   | Doble-Octavos de final |
| Ronda de 64  | Treintaidosavos de final    | 2.ª ronda                                   | 3.ª ronda        | 2.ª/1.ª ronda                       | Treintaidosavos de final | Triple-octofinals      |
| Ronda de 128 | Sesentaicuatroavos de final | 1.ª ronda                                   | 2.ª ronda        | First Four                          | 8.ª ronda clasificatoria | Quad-octofinals        |